# Automobili Costruzioni di V. Carena e Mazza
Automobili Costruzioni di V. Carena e Mazza war ein italienischer Hersteller von Automobilen.

## Unternehmensgeschichte
Das Unternehmen aus der Via Pisa 15 in Turin begann 1921 mit der Produktion von Automobilen. Der Markenname lautete Prince. 1923 endete die Produktion.

## Fahrzeuge
Vittorio Carena entwarf bereits 1911 einen Prototyp mit einem Vierzylindermotor und 1200 cm³ Hubraum. Das erste Modell Tipo 19, auch 10 HP genannt, basierte auf diesem Prototyp. Für den Antrieb sorgte ein Vierzylindermotor mit 1460 cm³ Hubraum und seitlichen Ventilen, der vorne im Fahrzeug montiert war und mittels einer Kardanwelle die Hinterachse antrieb. Die bauartbedingte Höchstgeschwindigkeit war mit 60 km/h angegeben. Das Getriebe verfügte über drei Gänge. 1922 folgten die Modelle Tipo 20 und Tipo 22, die 70 km/h erreichen konnten.

## Renneinsätze
Ein Fahrzeug wurde 1921 beim Rennen von Biella nach Oropa eingesetzt.